# Casa Mas Ros (Caldes de Malavella)
La Casa Mas Ros és un edifici de planta baixa i pis, situat al nucli urbà de Caldes de Malavella (Selva). Fa xamfrà amb la Rambla recolons i el carrer Balneari Soler. Form part de l'Inventari del Patrimoni Arquitectònic de Catalunya.

## Descripció
A la façana principal (Rambla Recolons), al costat lateral dret hi ha la porta d'entrada en arc escarser i decoració modernista a manera de guardapols. A la porta, de fusta, hi ha decoracions florals incises, d'estil modernista. Al costat esquerre, tres finestres en arc rebaixat, porticons i gelosies de fusta i ampit de rajola vidriada, i decoració modernista a manera de guardapols. Una línia d'imposta amb les motllures en escòcia separa la planta baixa del pis.

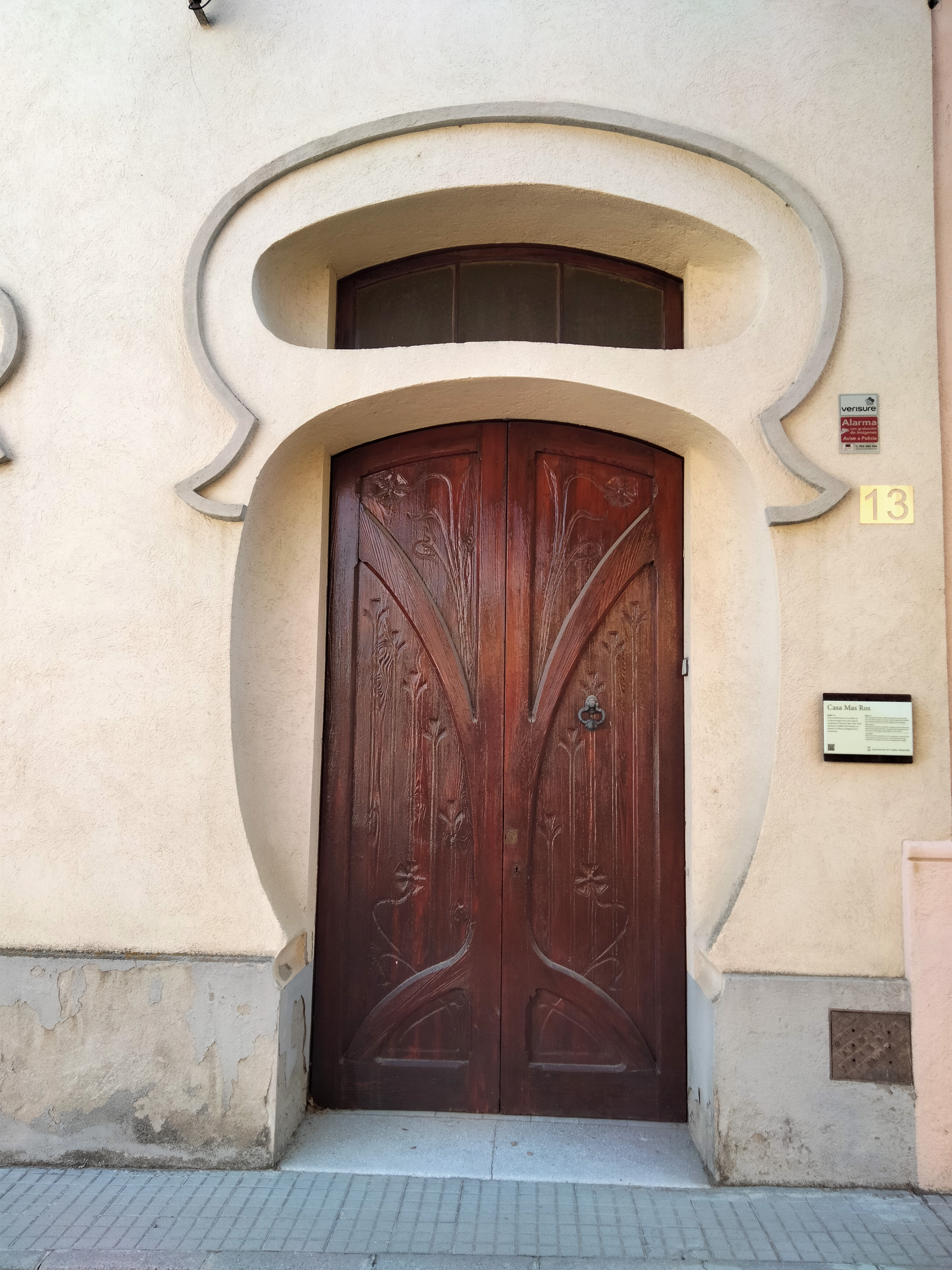
Porta

Al pis, dos balcons, separats per una columna amb capitell, fets de pedra artificial, que sosté una motllura. Les obertures són en arc de llinda, amb porticons i gelosies de fusta. Les baranes són de ferro forjat, de semi-bulb. Els balcons estan reculats en el mur de la façana. Just sobre la porta d'entrada, un terrat al nivell del pis. Corona la façana un pinyó escalonat amb elements modernistes.
A la cantonada, a l'altura del pis, una tribuna de cinc costats amb marlets i decoracions florals d'estil modernista. A la façana que dona al carrer Balneari Soler, planta baixa amb portal (garatge) en arc de llinda flanquejat per dues finestres en arc rebaixat i decoracions d'estil modernista, a manera de guardapols. Al pis quatre finestres, dues de les quals, a l'esquerre, estan geminades, en arc pla i guardapols. El pany de paret és de maó arrebossat, pintat de color ocre amb decoracions de color gris.

## Història
A mitjan segle xix a la comarca de La Selva sorgiren els primers nuclis d'estiuejants a l'entorn de localitats amb aigües termals. En principi s'hostatjaven en fondes o cases particulars però amb la millora dels mitjans de transport les localitats es consoliden com a zones d'estiueig i llavors és quan es comencen a construir les cases d'estiueig. A la "Guia ilustrada oficial. Caldas de Malavella" de l'any 1927 consta que aquest edifici pertanyia a Antoni Mas. Era un dels edificis que es llogaven als estiuejants que anaven al poble atrets per les aigües medicinals. L'edifici se situa a la rambla Recolons, un dels passejos que es construeixen al poble en aquest moment i que pren el nom de qui el va promoure, en Bartolomé Recolons. Un dels xamfrans dona al carrer que pren el nom del Balneari Soler, desaparegut el 1975.